# كاسحة الجليد بالطاقة النووية

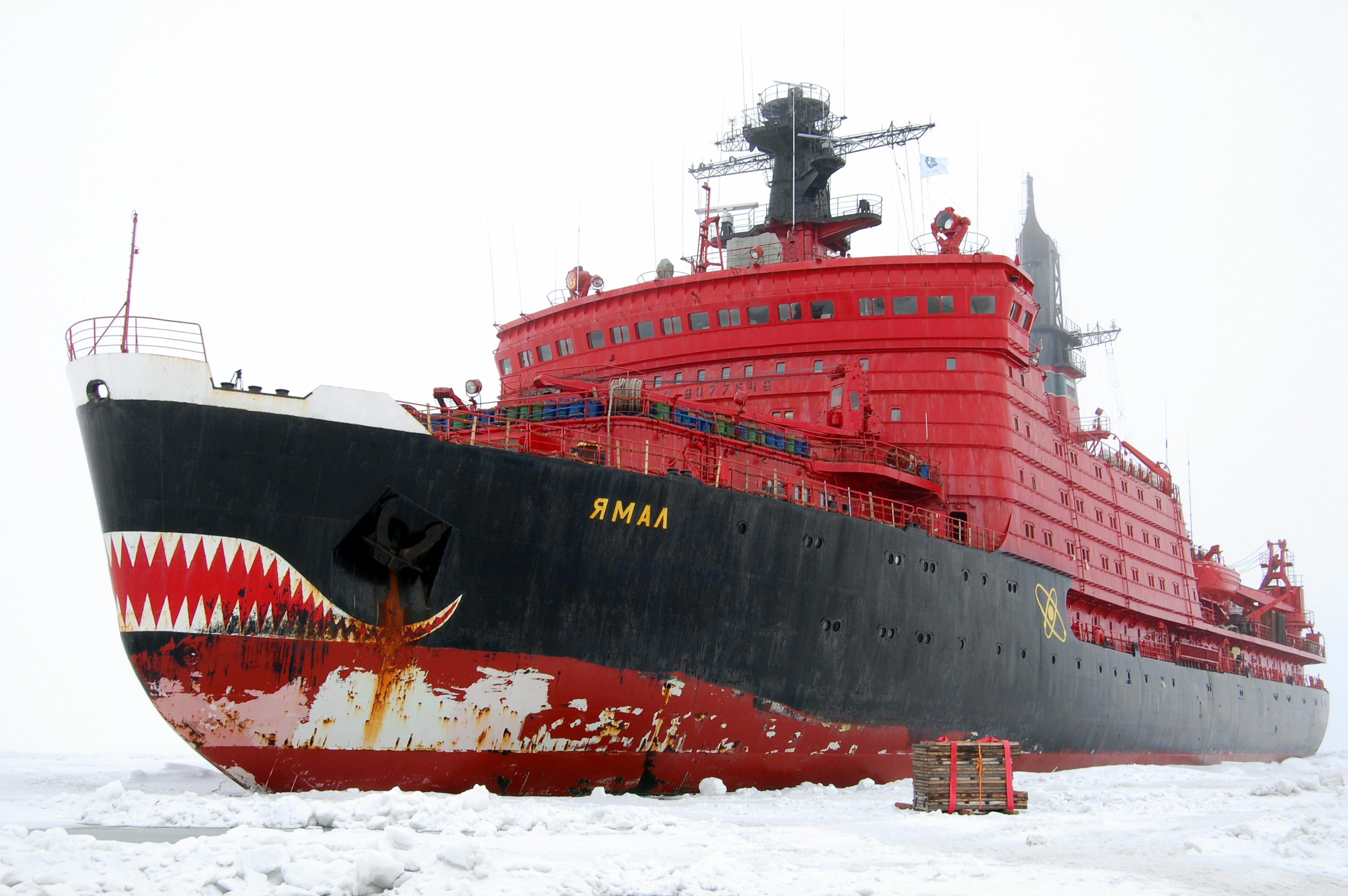
كاسحة الجليد النووية يامال

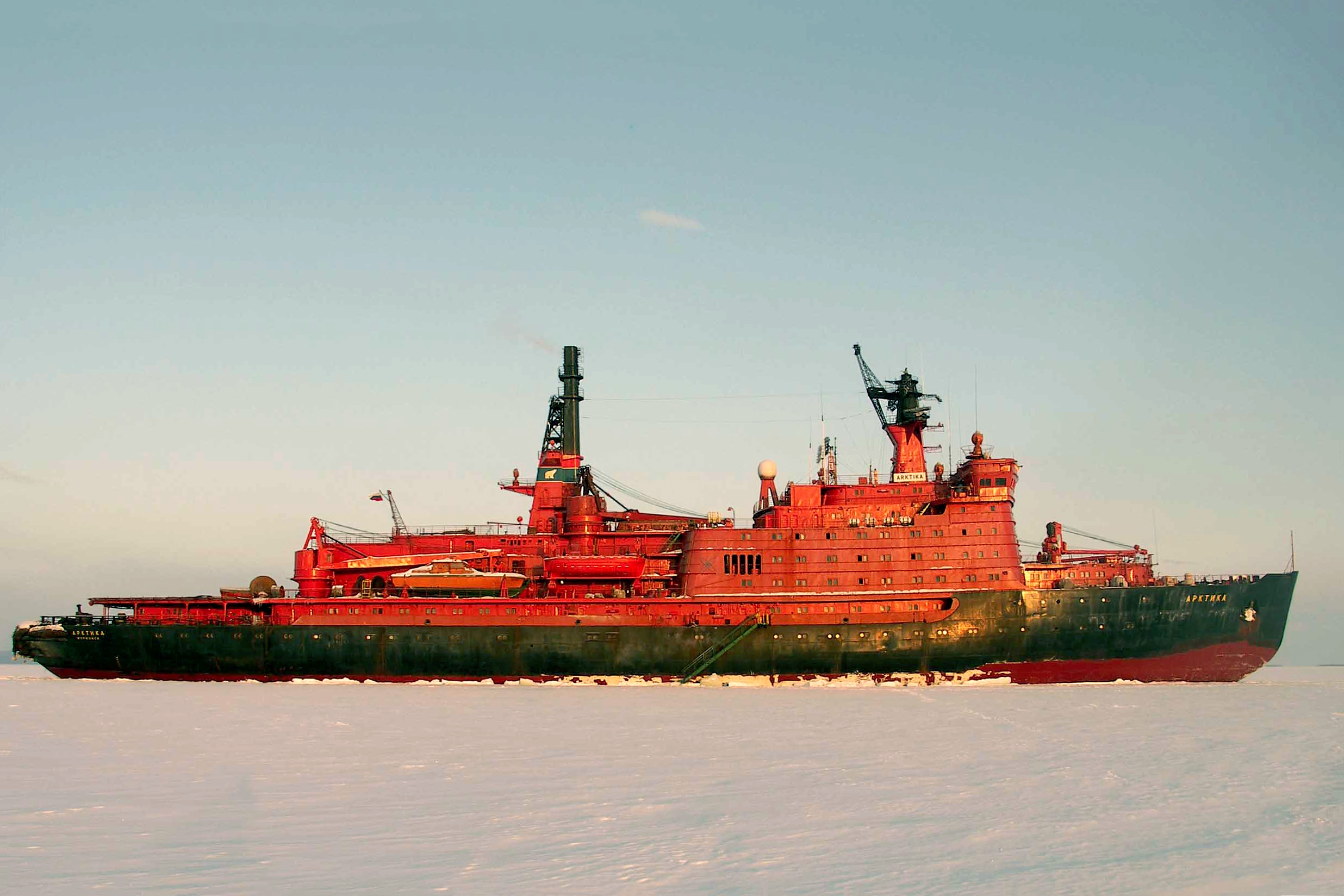
أول سفينة سطحية تصل إلى القطب الشمالي

كاسحة الجليد بالطاقة النووية هي سفينة تعمل بالطاقة النووية مصممة للاستخدام في المياه المغطاة بالثلج.
الدولة الوحيدة التي تصنع كاسحات الجليد تعمل بالطاقة النووية هي روسيا حيث تم بناء كاسحات الجليد التي تعمل بالطاقة النووية بواسطة اتحاد الجمهوريات الاشتراكية السوفياتية وروسيا حاليا للمساعدة في الشحن على طول طريق البحر الشمالي في الممرات المائية المتجمدة في القطب الشمالي شمال سيبيريا.

## نبذة
تعتبر كاسحات الجليد التي تعمل بالطاقة النووية أقوى بكثير من نظيراتها التي تعمل بالديزل وعلى الرغم من أن عملية الدفع والصيانة مكلفة للغاية إلا أن متطلبات وقيود الوقود الثقيلة للغاية بالإضافة إلى صعوبة التزود بالوقود في المنطقة القطبية الشمالية.
خلال فصل الشتاء يتراوح سمك الجليد على طول طريق البحر الشمالي من 1,2 إلى 2,0 متر (3,9 إلى 6,5 قدم). يبلغ سمك الجليد في الأجزاء الوسطى من المحيط المتجمد الشمالي 2,5 متر (8,2 قدم) في المتوسط.
يمكن أن تكسر كاسحات الجليد التي تعمل بالطاقة النووية من خلال هذا الجليد بسرعات تصل إلى 10 عقدة (19 كم / ساعة - 12 ميل في الساعة). في المياه الخالية من الجليد تصل السرعة القصوى لكسارات الجليد التي تعمل بالطاقة النووية إلى 21 عقدة (39 كم / ساعة - 24 ميل في الساعة).
في أغسطس 2012 وقعت شركة روساتوم النووية الروسية المملوكة للدولة عقدا للبدء في بناء ما سيكون أكبر كاسر جليد نووي في العالم وهي سفينة «عالمية» يمكنها أن تبحر في الأنهار الضحلة وعمق المحيط المتجمد الشمالي.